# Groove Armada
Groove Armada er en engelsk electronica duo, dr består af Andy Cato og Tom Findlay. Bandet har opnået succes på hitlisterne med singlerne "I See You Baby" og "Superstylin' ". 

## Diskografi
Studiealbum
- Northern Star (1998)
- Vertigo (1999)
- Goodbye Country (Hello Nightclub) (2001)
- Lovebox (2002)
- Soundboy Rock (2007)
- Black Light (2010)
- White Light (2010)
- Little Black Book (2015)